# Dendrobium aemulum
Dendrobium aemulum es una especie de orquídea de hábito epífita; originaria de  Australia.

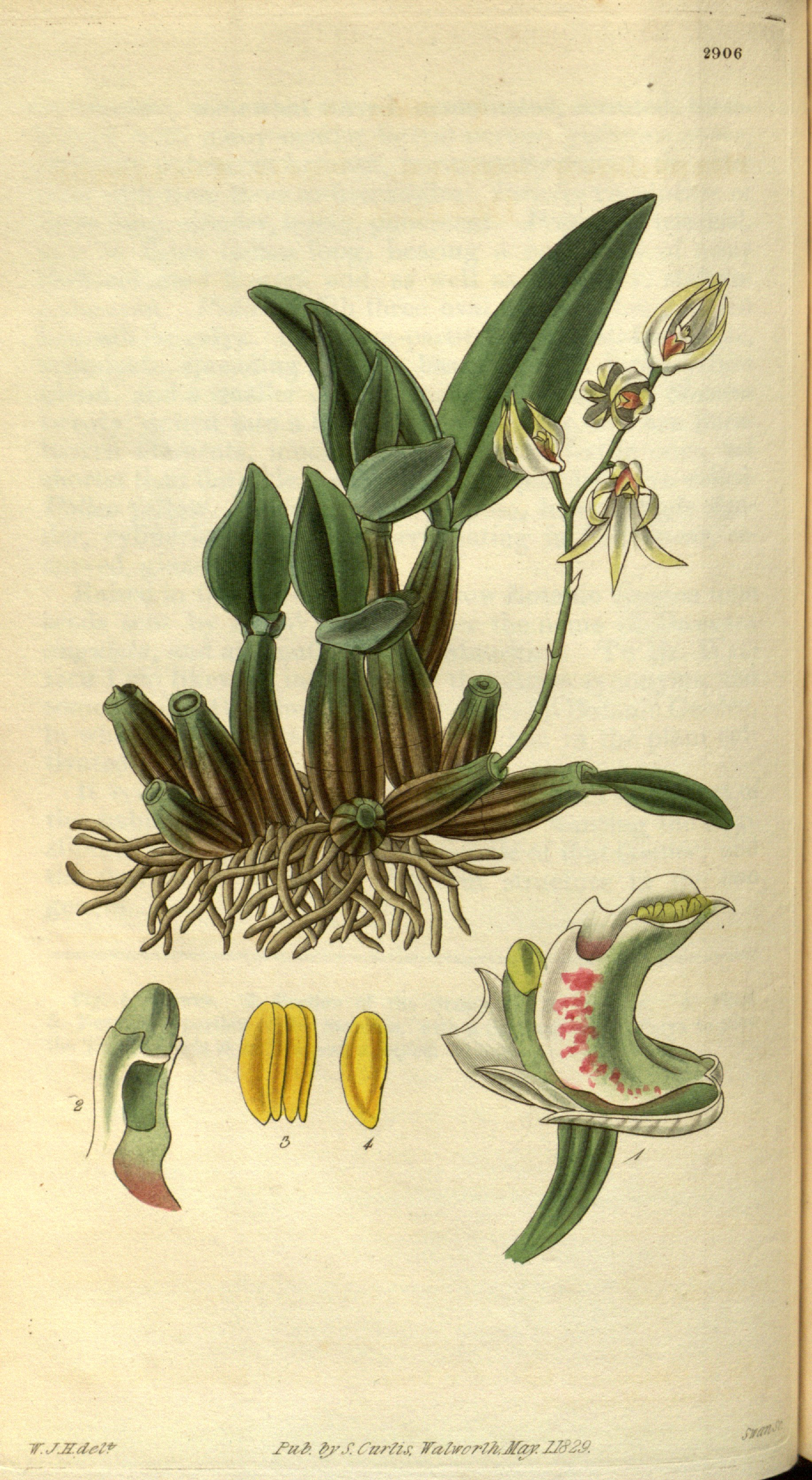
Ilustración

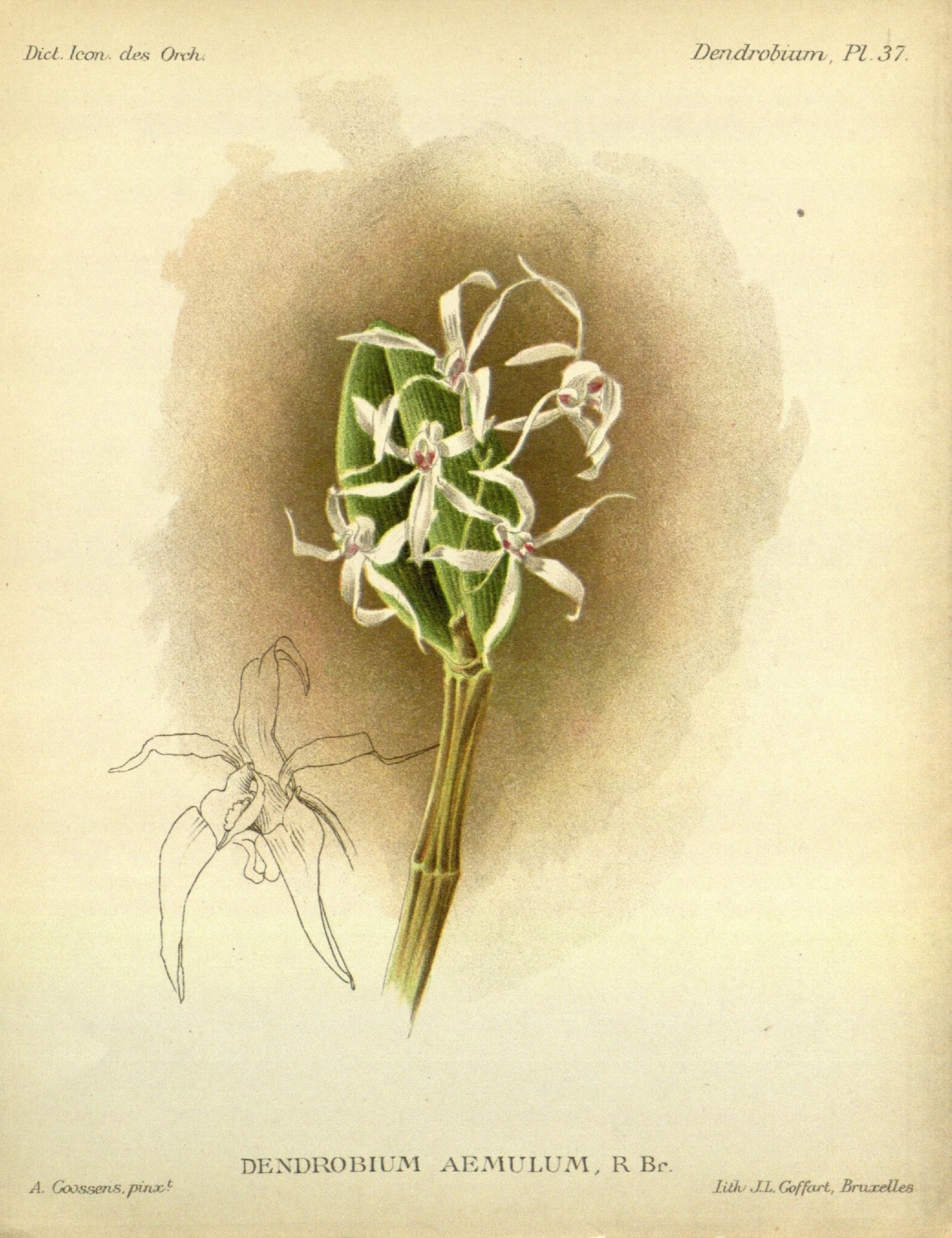
Ilustración

## Descripción
Es una orquídea de pequeño tamaño con hábitos de epifita o litofita. Tiene  6 nodos, tallos lisos y cilíndricos agrupados muy juntos , envuelto por vainas y con 2 a 4 hojas, apicales, ovadas y brillantes de color verde oscuro. Florece desde mediados de invierno hasta mediados de primavera en una corta inflorescencia de 5 a 10 cm, en un racimo bastante denso que surge de los nodos de cañas viejas y nuevas y llevan 2 a 12  flores dulcemente perfumadas. Necesita riego regular durante su crecimiento, pero en invierno se debe dar agua con mucha menos frecuencia. 
Hay 3 variedades diferentes, la primera se encuentra en las selvas tropicales de árboles de Lophostemon confertus y tienen estrechos cañas  y  hojas brillantes verde oscuro. La segunda variedad se encuentra en los bosques abiertos  de eucaliptos con tallos cortos rechonchos que se agolpaban junto con aburridas hojas pálidas. El tercero es el más infrecuente, que se encuentra en los bosques de pino y tiene 10 tallos muy delgados y se encuentra más frecuentemente con una sola flor.

## Distribución y hábitat
Se encuentra en Australia desde el sudeste de Nueva Gales del Sur al noreste de Queensland y se encuentra a elevaciones de 100-3950 metros en las tierras bajas y las montañas a lo largo de los arroyos y en los bosques húmedos abiertos. 

## Taxonomía
Dendrobium aemulum  fue descrita por  Robert Brown  y publicado en Prodromus Florae Novae Hollandiae 333. 1810.
Etimología
Dendrobium: nombre genérico que procede de la palabra griega (δένδρον) dendron = "tronco, árbol" y (βιος) Bios = "Vida", en resumen significa "viven sobre los troncos de los árboles" (por su naturaleza epifita).
aemulum: epíteto latino que significa "emulando, rivalizando".
Sinonimia
- Callista aemula (R.Br.) Kuntze
- Dendrocoryne aemulum (R.Br.) Brieger
- Tropilis aemula (R.Br.) Raf.
- Tropilis emulum (R. Br.) Raf.[1][5]

var. aemulum
- Dendrobium odontochilum Rchb.f.
- Tropilis odontochila (Rchb.f.) Butzin

var. callitrophilum (B.Gray & D.L.Jones) Dockrill
- Dendrobium callitrophilum (B. Gray & D.L. Jones) Dockr.
- Tropilis callitrophila (B.Gray & D.L.Jones) D.L.Jones & M.A.Clem.